# 古白蟻科
古白蟻科（学名：Archotermopsidae）为蜚蠊目等翅下目之下的一个科，俗名腐木白蟻或湿木白蚁 (英文：dampwood termite)。原白蟻科是較為原始的類群，共有4屬13-20種。相較於乾木白蟻，它們喜歡取食濕潤的腐爛木頭，因此不像乾木白蟻般會造成嚴重經濟損失。

## 分類學
2009年，Termopsidae 中現生的5屬 (Archotermopsis, Hodotermopsis, Porotermes, Stolotermes, Zootermopsis ) 被合併為古白蟻科，Termopsidae 只剩下化石物種 Asiatermes, Huaxiatermes, 和 Mesotermopsis （中國，早白堊紀）；Cretatermes carpenteri （加拿大拉布拉多，上白堊紀）； Lutetiatermes prisca （法國，上白堊紀的琥珀）; Paleotermopsis oligocenicus （法國，上漸新世）； Parotermes insignis （美國科羅拉多，漸新世）；Valditermes （地位未定）。2011年，Engel 將 Porotermes 和 Stolotermes 移至 Stolotermitidae 科，Archotermopsidae 剩下3屬。

## 下级分类
本科包括以下属：
- 古白蚁属 Archotermopsis Desneux, 1904
- Gyatermes
- 原白蚁属 Hodotermopsis Holmgren, 1911 已升至独立科
- 绘白蚁属 Parotermes Scudder, 1883
- 动白蚁属 Zootermopsis Emerson, 1933

## 形态

### 有翅成虫
左上颚具3个缘齿，右上颚在第1缘齿基部有1跗齿，缺囟，缺单眼。前胸背板扁平，跗节从下面看具有发育不全的第5节（ 即第一节下面稍有分裂）。

### 兵蚁
无囟、有眼。前胸背板扁平，比头稍窄。跗节由背面观为4节，腹面观为5节。尾须4～5 节。